# Rettungsmedaille am Band (Preußen)

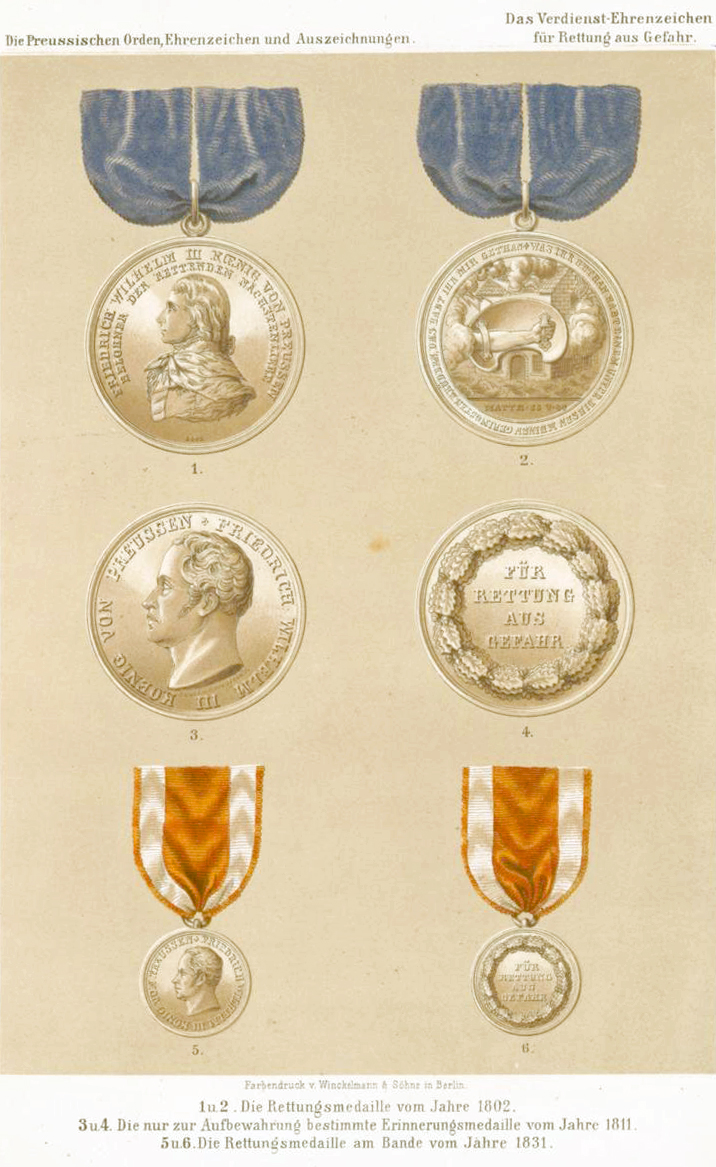
Die Medaillen nach Louis Schneider

Die Rettungsmedaille am Band wurde am 16. August 1833 von König Friedrich Wilhelm III. von Preußen gestiftet. Sie konnte an Personen verliehen werden, die unter eigener Lebensgefahr einen anderen Menschen gerettet hatten. Im Freistaat Preußen wurde am 9. Juni 1925 vom Innenministerium ein Nachfolgemodell gestiftet, welches bis 1936 verliehen wurde. Es bestand aus einer Rettungsmedaille (tragbar) und einer Erinnerungsmedaille für Rettung aus Gefahr (nicht tragbar). Die Stiftung einer Rettungsmedaille des Deutschen Reiches war in der Weimarer Republik gescheitert. Im Dritten Reich wurde am 22. Juni 1933 nach preußischem Vorbild vom Reichspräsidenten eine Rettungsmedaille am Bande (tragbar) und eine Erinnerungsmedaille für Rettung aus Gefahr (nicht tragbar) gestiftet.

## Aussehen
Die Auszeichnung ist eine runde, aus Silber gefertigte Medaille und zeigt das Bildnis des Stifters. Rückseitig ist die vierzeilige Inschrift FÜR RETTUNG AUS GEFAHR zu lesen, die von einem Eichenlaubkranz umschlossen ist. Das Modell im Freistaat Preußen trägt auf der Vorderseite den Hoheitsadler der Republik Preußen mit breiten Flügeln und die Inschrift REPUBLIK oben am Rand und PREUSSEN unten am Rand. Im Dritten Reich trägt die Vorderseite der Medaille keinen Schriftzug. Auf ihr ist der Reichsadler mit dem Hakenkreuz auf der Brust zu sehen. In der Bundesrepublik Deutschland darf nach dem Gesetz über Titel, Orden und Ehrenzeichen vom 26. Juli 1957, die Rettungsmedaille am Bande des Dritten Reiches ohne das Hakenkreuz getragen werden. Diese Version wird häufig als eine Rettungsmedaille der Weimarer Republik, welche es nie gegeben hat, fehlinterpretiert.

## Trageweise
Getragen wurde die Medaille an einem orangefarbenen Band mit weißen Seitenstreifen auf der linken Brustseite.

## Bekannte Träger
Ein früher Träger war Prinz Friedrich Karl Nikolaus von Preußen, der die Medaille 1847 für die Rettung eines Kindes aus dem Rhein bei Bonn verliehen bekam. Bekannte Träger waren Helmuth Karl Bernhard von Moltke, Siegfried Thomaschki, Ernst Zinna, Otto von Bismarck und der Jagdflieger Oswald Boelcke, der einen französischen Jungen aus einem Kanal rettete. Hans Pfundtner erhielt sie 1899 als Student im 1. Semester an der Albertus-Universität Königsberg. Victor Caillé erhielt sie dreimal.